# روبرت واتسون (سياسي)
روبرت واتسون هو سياسي كندي، ولد في 29 أبريل 1853، وتوفي في 19 مايو 1929. حزبياً، نشط في الحزب الليبرالي الكندي. وقد انتخب عضو مجلس العموم الكندي.